# Justyna Napiórkowska
Justyna Patrycja Napiórkowska (ur. 1977 w Warszawie) – polska historyczka sztuki, politolog i europeistka, w latach 2010–2015 dyrektorka artystyczna Galerii Sztuki Katarzyny Napiórkowskiej w Warszawie i Brukseli, autorka Bloga O sztuce (Blog Roku 2010 w dziedzinie kultury), doktor nauk humanistycznych, wykładowca Uniwersytetu Warszawskiego. Polak Roku w dziedzinie Kultury i Nauki w Belgii w 2015 roku.

## Życiorys
Ukończyła studia na Uniwersytecie Warszawskim oraz Università degli Studi di Firenze. Była stypendystką Instytutu Nauk Politycznych w Paryżu oraz ukończyła program poświęcony sztuce XX wieku na Uniwersytecie Oxfordzkim. Uzyskała tytuł magistra na Wydziale Dziennikarstwa i Nauk Politycznych Uniwersytetu Warszawskiego (Stosunki Międzynarodowe) za pracę na temat międzynarodowego rynku sztuki.
Autorka pracy pt. Politiche culturali dell`Unione Europea na Uniwersytecie we Florencji (tytuł dottoressa di scienze politiche). Uzyskała tytuł magistra historii sztuki za pracę na temat związków polityki i sztuki w malarstwie sieneńskim w XIV wieku.
Doktor nauk społecznych w dyscyplinie nauki o polityce Uniwersytetu Warszawskiego na podstawie napisanej pod kierunkiem Grażyny Michałowskiej rozprawy doktorskiej pt. „Międzynarodowy system promocji i obiegu dzieł sztuki-struktura, geografia i mechanizmy” (2015).

## Nagrody i odznaczenia
W 2010 jej blog „O sztuce” decyzją Jerzego Stuhra zdobył tytuł Bloga Roku w dziedzinie kultury oraz otrzymał decyzją Jury Konkursu dodatkowe wyróżnienie.
Postanowieniem prezydenta RP Bronisława Komorowskiego z 19 marca 2015 została odznaczona Brązowym Krzyżem Zasługi za zasługi w promowaniu polskiej kultury i sztuki i 21 marca 2015 udekorowana tym odznaczeniem w Brukseli.
W 2015 otrzymała tytuł „Polaka Roku” w Belgii w dziedzinie Kultury i Nauki.
W 2016 znalazła się w Złotej Dziesiątce Kobiet Sukcesu Mazowsza.
W 2023 wyróżniona Odznaką Honorową „Bene Merito”.